# Luca Cordero di Montezemolo
Luca Cordero di Montezemolo, född 31 augusti 1947 i Bologna, är en italiensk företagsledare.
Han är styrelseordförande för Ferrari sedan 1991 och medlem av Fiat Groups styrelse där han var ordförande 2004-2010. Vidare är han ordförande för LUISS och styrelsemedlem i dagstidningen La Stampa. Pinault/Printemps Redoute (PPR). Montezemolo har tidigare varit chef för Ferrari och Maserati, Cinzano, ITEDI och ordförande för Italiens tidskriftsförbund FIEG samt styrelsemedlem i UniCredit. Han ledde Italiens industriförbund Confindustria 2004–2008.
Montezemolo är en viktig person inom Italiens offentliga liv och är genom sina olika befattningar och arbetsområden en efterfrågad intervjuperson och nämns som tänkbar framtida italiensk premiärminister.